# Mike Lundin
Mike Lundin, född 24 september 1984, är en amerikansk professionell ishockeyspelare som spelar för Barys Astana i den ryska förstaligan KHL.   Han har tidigare representeratOttawa Senators,  Minnesota Wild och Tampa Bay Lightning.
Lundin draftades i fjärde rundan i 2004 års draft av Tampa Bay Lightning som 102:a spelare totalt.